# Bezručovo údolí
Bezručovo údolí je třináct kilometrů dlouhé údolí, čímž se řadí mezi nejdelší v Krušných horách. Táhne se po svazích údolí Chomutovky, přičemž jádro tvoří dvojice přírodních rezervací – Novodomské rašeliniště a Buky nad Kameničkou – a přírodní památka Krásná Lípa. V roce 2002 bylo území o přibližné rozloze 6500 hektarů prohlášeno přírodním parkem Bezručovo údolí a od roku 2013 je velká část údolí chráněna jako přírodní památka Bezručovo údolí.
Přístup do údolí vede od chomutovského nádraží po modré turistické značce podél řeky okolo Prvního a Druhého Dolského mlýna. U Prvního mlýna se nachází pomník věnovaný původně Aloisi Schmidtovi z roku 1896. Pamětní deska byla v roce 1946 nahrazena pamětní deskou Petra Bezruče. U bývalého Třetího Dolského mlýna do údolí ústí dvojice postranních údolí, kterými protékají Kamenička a Křimovský potok. Od rybníka Hřebíkárna až ke Třetímu mlýnu vede cyklistická stezka a trasa naučné stezky Bezručovo údolí. Nedaleko Prvního mlýna stával na Zámeckém vrchu nad údolím hrad Hausberk. Jiné opevněné místo se nacházelo blíže k Chomutovu  na ostrožně s pomístním názvem Bergrutsch.